# Фрейлихман, Иосиф Моисеевич
Ио́сиф Моисе́евич Фре́йлихман (5 апреля 1913 — 7 августа 1996, Сиэтл) — русский советский писатель и сценарист, работавший в жанре детектива.

## Биография
В 1936 году Иосиф Фрейлихман стал директором детского кинотеатра «КИМ», созданного в столице Молдавской АССР Тирасполе. В июле 1940 года был направлен в Кишинёв для участия в национализации городских кинотеатров; одновременно работал агентом снабжения во Всесоюзной конторе по прокату кинофильмов «Союзкинопрокат». В том же году назначен директором первого кишинёвского кинотеатра «Орфеум», открывшегося в 1912 году и национализированного после присоединения Бессарабии к СССР в 1940 году. Сеансы кинотеатра сопровождал оркестр под управлением Шарля Брейтбурда, в котором начался творческий путь известных молдавских джазовых музыкантов Шико Аранова и Гарри Ширмана. Во время войны находился в эвакуации в Самарканде.
На протяжении четырёх десятилетий работал директором кишинёвского кинотеатра «Патрия» (первоначально «Родина») со дня его открытия в 1952 году. В 1957 году «Патрия» стала первым широкоэкранным кинотеатром Молдавии. В последние годы жизни был директором спецдирекции киноустановок и передвижек республики. С 1993 года жил в Сиэтле (США). Погиб в автокатастрофе.
Начиная с конца 1950-х годов опубликовал ряд шпионских детективов, триллеров, в том числе два бестселлера этого жанра «Щупальца спрута» и «Сюрприз-12», переведённые также на немецкий, болгарский и венгерский языки.
Среди других произведений — дилогия «Вызов принят» и «Особняк на Садовой» о советской разведке в годы Великой Отечественной войны, повесть «Позови меня». Автор сценария кинокартины «Агент секретной службы» по собственному роману «Щупальца спрута» (совместно с М. Б. Маклярским), поставленной на киностудии Молдова-филм в 1978 году режиссёром Ионом Скутельником.

## Семья
- Родители — Моисей Иосифович Фрейлихман (1882—1971) и Соня Давидовна Фрейлихман (урождённая Гикович, 1894—1976)[4].
- Жена — Соня Миллерман, дочь — Диана Швец (род. 1945).

## Книги
- Сюрприз-12 (повесть). Кишинёв: Госиздат Молдавии, 1957. — 139 с.
- Щупальца спрута (роман). Кишинёв: Картя молдовеняскэ, 1960 и 1964. — 379 с.
- Joszif Freilihman. Virus-2 akció (на венгерском языке). Будапешт: Belügyminisztérium Tanulmányi és Módszertani Osztálya, 1961.
- Josif Freilichman. Die Spionin (на немецком языке). Берлин: Berlin Kultur und Fortschritt, 1961.
- Йосиф Фрейлихман. Пипалата на октопода (на болгарском языке). София: Държавно военно издателство, 1963. — 450 с.
- И. Фрейлихман. Схватка. Сценарии (сборник). Кишинёв: Картя молдовеняскэ, 1963. — 166 с.
- Позови меня (повесть). Кишинёв: Картя молдовеняскэ, 1966. — 114 с.
- Joszif Freilihmann. A polip csápjai (на венгерском языке). Будапешт: Európa könvykiadó regény, 1962; Будапешт: Népszava, 1977. — 312 с.
- Вызов принят (роман). Кишинёв: Лумина, 1972 и 1975. — 240 с.
- Особняк на Садовой (роман-дилогия «Вызов принят» и «Особняк на Садовой»). Кишинёв: Картя молдовеняскэ, 1985. — 430 с.
- Особняк на Садовой. Иваново: Трудрезервиздат, 2013. — 600 с.
- Вызов принят. Особняк на Садовой. Нижний Новгород: Дежавю, 2016. — 486 с.; Нижний Новгород: СМЕРШ, 2016. — 428 с.